# Isetan
Isetan (株式会社伊勢丹, Kabushiki-gaisha Isetan) est une chaîne de grands magasins japonaise dont le  siège social se trouve à Shinjuku. Elle possède des magasins au Japon (Shinjuku, Tachikawa, Shizuoka, Niigata, Kyōto, parmi d'autres) et en Asie orientale (à Singapour, Bangkok, Jinan, Kaohsiung, Kuala Lumpur, Shanghai, Manille et Tianjin).
En 2008, la société a fusionné avec Mitsukoshi pour former Mitsukoshi Isetan Holdings (三越伊勢丹ホールディングス, Mitsukoshi Isetan Hōrudingusu).